# Бараулін Олександр Адамович
Олександр Адамович Бараулін (12 березня 1923 — 6 січня 1980) — радянський офіцер, артилерист, учасник Німецько-радянської війни. За участь у звільненні Мелітополя нагороджений званням Герой Радянського Союзу (1943). Почесний громадянин Мелітополя.

## Біографія
Народився 12 березня 1923 року в селі Георгіївка Томського повіту (нині Томського району Томської області) у селянській родині. Закінчив середню школу, навчався у Красноярському лісотехнічному інституті.
У Червоній армії з 15 вересня 1940 року. У 1941 році закінчив Томське артилерійське училище. Член ВКП(б) із липня 1943 року. У діючій армії з квітня 1942 року. Двічі поранений.
28—30 вересня 1943 року гвардії старший лейтенант Олександр Бараулін, командир батареї 22-го гвардійського артилерійського полку, особливо відзначився в бою при прориві глибокоешейованої німецької оборони на річці Молочній в районі Мелітополя.
Вогнем прямого наведення артилерійська батарея під його командуванням знищила чотири гармати, вісім мінометів, чотирнадцять кулеметних точок і багато живої сили противника. У критичний момент бою Бараулін особисто повів артилеристів та піхотинців у контратаку.
Указом Президії Верховної Ради СРСР від 1 листопада 1943 року «за зразкове виконання бойових завдань командування на фронті боротьби з німецькими загарбниками та виявлені при цьому мужність і геройство» гвардії старшому лейтенанту Барауліну Олександру Адамовичу присвоєно звання Героя Радянського Союзу.
До кінця війни був офіцером розвідки та командував дивізіоном. Після війни продовжував службу в армії. У 1951 році він закінчив Військову академію імені Ф. Е. Дзержинського. З 1967 полковник Бараулін — у відставці.
Жив у місті Тирасполі Молдавської РСР. Працював викладачем автомобільної школи ДТСААФ. Помер 6 січня 1980 року. Похований на кладовище «Дальнє» міста Тирасполя.

## Нагороди та звання
- Медаль «Золота Зірка» Героя Радянського Союзу (№ 1285)
- Орден Леніна
- Орден Червоного Прапора (22 квітня 1945)
- Орден Вітчизняної війни І ступеня (21 вересня 1943)
- Два ордени Червоної Зірки (21 грудня 1944, 30 грудня 1956)
- Медалі, зокрема:
  - Медаль «За оборону Сталінграда»
  - Медаль «За бойові заслуги» (15 листопада 1950)
  - Медаль «За перемогу над Німеччиною у Великій Вітчизняній війні 1941—1945 рр.» (12 серпня 1945)
  - Ювілейна медаль «Двадцять років Перемоги у Великій Вітчизняній війні 1941—1945 років»
  - Ювілейна медаль «Тридцять років Перемоги у Великій Вітчизняній війні 1941—1945 років»

- Почесний громадянин Мелітополя